# Anton Luli
Padre Anton Luli (Lohjë, 1910 – Roma, 9 marzo 1998) è stato un gesuita albanese.

## Biografia
È stato parroco negli ultimi anni di vita a Shënkoll, presso Alessio (Albania) poi a Tirana.
Conosce la libertà solo a 80 anni quando gli è concesso di celebrare in maniera autonoma la prima messa dopo duri anni in carcere dove viene rinchiuso nel 1946.
Fu torturato con la corrente elettrica, denudato e legato con i soli piedi che toccavano il suolo.
Venne anche deportato nei campi di lavoro albanesi nella zona della città di Kavajë.
| Controllo di autorità | VIAF (EN) 103353594 · ISNI (EN) 0000 0000 7339 7839 · LCCN (EN) n2017053218 · GND (DE) 140041036 · BNF (FR) cb17146198d (data) |